# The Listener
Ne doit pas être confondu avec The Listener (film) ou Listener.
The Listener ou Les Pouvoirs de Toby au Québec est une série télévisée canadienne en 65 épisodes de 41 minutes créée par Michael Amo et diffusée entre le 3 juin 2009 et le 18 août 2014 sur le réseau CTV. Les huit premiers épisodes ont été diffusés en simultané sur le réseau NBC aux États-Unis.
En France, la série est diffusée depuis le 19 octobre 2009 sur 13e rue, depuis le 9 mars 2010 sur NRJ 12 et depuis le 1er juin 2013 sur Numéro 23, et au Québec depuis le 1er juin 2010 sur Mystère/AddikTV.

## Synopsis
Toby Logan, jeune ambulancier de Toronto, est un télépathe. Il a cette faculté de lire dans les pensées les plus intimes des gens depuis son enfance. Il partage ce secret avec son mentor et confident, le Dr Ray Mercer, puis plus tard avec son ami et équipier, Ozman Bey. Si Toby voit cette capacité comme une malédiction dans un premier temps, il va rapidement se rendre compte qu’il peut utiliser son don pour aider et sauver des personnes, d'abord en tant qu'ambulancier, puis en tant qu'enquêteur pour le « Integrated Investigative Bureau (IIB) ».

## Distribution

### Acteurs principaux
- Craig Olejnik (VF : Yann Peira) : Toby Logan
- Ennis Esmer (VF : Julien Sibre) : Osman « Oz » Bey
- Lisa Marcos (VF : Barbara Beretta) : lieutenant Charlie Marks (saison 1)
- Mylène Dinh-Robic (VF : Fily Keita) : Dr Olivia Fawcett (saisons 1 à 3)
- Lauren Lee Smith (VF : Laura Préjean) : sergent Michelle McCluskey (à partir de la saison 2)
- Rainbow Sun Francks (VF : François Delaive) : Dev Clark (à partir de la saison 2)
- Peter Stebbings (VF : Vincent Ropion) : Alvin Klein, chef de McCluskey et Dev (principal saisons 2 à 4, invité saison 5)
- Melanie Scrofano (VF : Sylvie Jacob) : Tia Tremblay (récurrente saison 3 à partir de l'episode 9, principale saisons 4 et 5)
- Kristen Holden-Ried (VF : Éric Aubrahn) : Adam, le mari de Michelle (principal saison 4, invité les autres saisons)

### Acteurs récurrents
- Colm Feore (VF : Nicolas Marié) : Dr Ray Mercer[6] (saison 1)
- Arnold Pinnock (en) (VF : Bruno Henry) : George Ryder (saisons 1 à 3)
- Anthony Lemke (VF : Arnaud Arbessier) : sergent Brian Becker (saisons 1 et 5)
- Lara Jean Chorostecki (VF : Laura Préjean) : Maya, la mère de Toby (saison 1)
- John Fleming : Toby enfant (saison 1)
- Tara Spencer-Nairn (en) (VF : Magali Rosenzweig) : l'infirmière Sandy (saisons 2 à 5)
- Rachel Skarsten (VF : Caroline Lallau) : Elyse (saisons 2 et 3)
- Greg Ellwand (VF : Jean-François Vlérick) : Jeremy Price (saisons 2 et 3)
- Ingrid Kavelaars (VF : Pascale Chemin) : Nichola Martell (saison 4)
- Natalie Krill (VF : Sidonie Laurens) : Alex Kendrick (saison 5)

## Production

### Développement
En février 2008, CTV commande un pilote réalisé par Clement Virgo et produit au printemps 2008.
En janvier 2009, la chaîne a commandé la série et annonce le début de la diffusion pour le 3 juin 2009.
Le 17 novembre 2009, CTV a renouvelé la série pour une deuxième saison de treize épisodes.
Le 1er juin 2011, la chaîne canadienne a renouvelé la série pour une troisième saison de treize épisodes.
Le 25 juillet 2012, la série a été renouvelée pour une quatrième saison de treize épisodes.
Le 6 octobre 2013, la série a été renouvelée pour une cinquième saison de treize épisodes.
Le 6 août 2014, la chaîne confirme l'arrêt de la série après la fin de la cinquième saison.

### Tournage
La série est tournée à Toronto, en Ontario, au Canada.

### Fiche technique
- Titre original et français : The Listener
- Titre québécois : Les Pouvoirs de Toby
- Création : Michael Amo
- Réalisation : Kari Skogland, Clement Virgo, Stephen Surjik, Charles Binamé, Farhad Mann, Paul Fox et Robert Lieberman
- Scénario : Michael Amo, Sam Egan, Dennis Heaton, Russ Cochrane, Avrum Jacobson, Jason Sherman, Cal Coons, Will Zmak, James Hurst, Ken Cuperus et Karen Walton
- Direction artistique : Armando Sgrignuoli et Brad Milbrun
- Décors : Sandra Kybartas et Lindsey Hermer-Bell
- Costumes : Michael Ground et Patrick Antosh
- Photographie : Rudolf Blahacek, David Greene et David Moxness
- Montage : Jean Coulombe, Tom Joerin, Mike Lee et Michael Doherty
- Musique : Tom Third et Philip J. Bennett
- Casting : Stephanie Gorin et Deirdre Bowen
- Production : 
  - Production exécutive : Christina Jennings, Michael Amo, Russ Cochrane, Scott Garvie, Glenn Davis, William Laurin
- Société(s) de production : Shaftesbury Films, CTV Television Network et Shaftesbury Listener I
- Société(s) de distribution (télévision) : 
  - CTV (Canada)
  - NBC (saison 1) (États-Unis)
  - FX (en) (Royaume-Uni)
- Pays d'origine :  Canada
- Langue originale : anglais
- Format : couleur - 35 mm - 1,78:1 - son Dolby Digital
- Genre : série dramatique, fantastique
- Durée : 41 minutes

 Sauf indication contraire, les informations mentionnées dans cette section peuvent être confirmées par la base de données cinématographiques IMDb,  présente dans la section « Liens externes ».

### Diffusion internationale
- En version originale
  -  Canada : depuis le 4 juin 2009 sur CTV ;
  -  États-Unis : depuis le 4 juin 2009 sur NBC (saison 1) ;
  - Maghreb et  Moyen-Orient : depuis le 26 septembre 2009 sur FOX[réf. nécessaire].
  -  Royaume-Uni : depuis le [Quand ?] sur FX (en).

En version française
  -  France : depuis le 19 octobre 2009 sur 13e rue ;
  -  Québec : depuis le 1er juin 2010 sur Mystère[5].

## Épisodes
La série est composée de cinq saisons, chacune composée de treize épisodes. Soit 65 épisodes au total.

## Univers de la série

### Personnages

#### Personnages principaux
Toby Logan
Toby est ambulancier et a des pouvoirs de télépathe. Tout au long de la série, il va chercher à connaître son passé dont il ne lui reste que quelques flashbacks où il aperçoit sa mère et son frère. Son meilleur ami, Oz, est son confident et son coéquipier pendant les deux premières saisons, avant que Toby ne rejoigne officiellement le IIB.
Osman « Oz » Bey
Oz est le meilleur ami et coéquipier de Toby. Il est drôle, toujours prêt à faire une blague ou à parier sur n'importe quoi. Il squatte sans arrêt le studio de Toby ce qui leur permet de se retrouver le soir, après leur journée de travail. Leur passe-temps favori est de boire des bières tout en jouant à des jeux parfois plus loufoques les uns que les autres. Dans la première saison, il est célibataire mais par la suite, il va sortir avec Sandy, une infirmière qui travaille dans le même hôpital que lui. Mais Sandy quitte Oz.
Sandy 

Sandy est sortie avec Oz.
Mais elle va rompre quand Oz va lui demander d'habiter avec lui.
lieutenant Charlie Marks (saison 1)
Elle rencontre Toby et Oz lors de la première saison. Ayant connaissance des capacités de télépathe de Toby, elle accepte, à contrecœur au début, de recevoir de l'aide de ce dernier lors de ces enquêtes.
Durant cette même saison, elle meurt en voulant protéger Toby.
Dr Olivia Fawcett (saisons 1 à 3)
Toby a une petite amie, Olivia, qu'il surnomme « Liv », dans la première saison (ils se séparent par la suite). Olivia l'aide parfois à régler des affaires de police ou dans son métier d'ambulancier. Elle est aussi la première à s'inquiéter pour lui surtout vers la fin de la deuxième saison lorsqu'elle s'aperçoit que Toby abuse de son pouvoir et que cela pourrait le tuer.
Elle meurt d'une maladie lors de la troisième saison.
Sergent Michelle McCluskey
Durant la deuxième saison, Toby rencontre Michelle, une enquêtrice qui finit par découvrir son don. Elle lui propose de l'aider dans les affaires du IIB tout en gardant son métier d'ambulancier et Toby devient enquêteur, d'abord à temps partiel, puis de façon permanente.
Dev Clark
C'est le coéquipier de McCluskey, doué en informatique. C'est un soutien essentiel pour elle et Toby lors de leurs affaires.
Alvin Klein
C'est le chef de McCluskey et Dev. Il connaît le secret de Toby et se montre pressant avec Toby pour résoudre un maximum d'enquêtes.
Tia Tremblay
C'est la nouvelle petite amie de Toby. Il commence à sortir avec elle au début de la quatrième saison.
Adam McCluskey
Adam est le mari de Michelle. Il a une fille avec Michelle McCluskey sa femme.

#### Personnages récurrents
Dr Ray Mercer (saison 1)
Le Dr Ray Mercer est la première personne à connaître le secret de Toby. Il le conseille, l'aide à découvrir ses origines et rechercher sa mère disparue.
George Ryder (saisons 1 à 3)
C'est le chef ambulancier de Toby et Oz.

## Produits dérivés

### Sorties DVD
En France :
- Le coffret de la première saison est sorti le 24 août 2010[14].
- La sortie de la seconde saison annoncée a été annulée.